# Ich Bogd uul

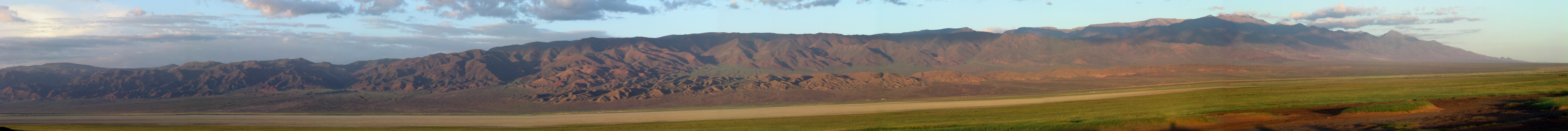
Panorama masywu Ich Bogd

Ich Bogd uul, także Tergüün Bogd uul (mong. Их Богд уул, Тэргүүн Богд уул) – najwyższy szczyt Ałtaju Gobijskiego, w masywie Ich Bogdyn nuruu, w południowej Mongolii (ajmak bajanchongorski). Dziewiąty pod względem wysokości (3957 m n.p.m.) i szósty pod względem wybitności (1979 m) szczyt kraju.